# Maria Bakalova
Maria Bakalova (bugarski: Мария Бакалова; Burgas, 4. lipnja 1996.) – bugarska je glumica. Međunarodno je priznanje stekla za ulogu Tutar Sagdijeve u filmu „Borat 2”, za koji je osvojila Nagradu filmskih kritičara za najbolju sporednu glumicu i zaradila nominacije na dodjeli Oscara, BAFTA filmskim nagradama, nagradama Zlatni globus i nagradama Ceha filmskih glumaca. Bakalova je prva Bugarka nominirana za ove nagrade.
Maria Bakalova rođena je u Burgasu. Počela je ići na tečajeve pjevanja i sviranja flaute oko šeste godine. Diplomirala je dramu na Nacionalnoj akademiji za kazališnu i filmsku umjetnost Krastjo Sarafov u Sofiji 2019.
Imala je ulogu Tutar Sagdijeve u filmu „Borat 2”, u kojem je glumila kćer izmišljenog kazahstanskog izvjestitelja Borata Sagdijeva. Bugarski glumac Julian Kostov pomogao joj je, da dobije ulogu u ovom filmu. Kritičari su pohvalili Bakalovu, a Matt Fowler iz IGN-a izjavio je kako je "fantastično otkriće filma Maria Bakalova, koja je u svakom trenutku ranopravna na ekranu Sachi Baroni Cohenu." Filmski kritičar Los Angeles Timesa Justin Chang opisao je nastup Bakalove kao "sjajan", hvaleći njezin prikaz lika kao energičan i dirljiv. Za svoj nastup 24-godišnja Maria Bakalova dobila je nekoliko nagrada, uključujući nominacije za Oscara, BAFTA-u, Nagradu Ceha glumaca i Nagradu Zlatni globus, sve za najbolju glumicu u sporednoj ulozi. Ona je prva bugarska glumica nominirana za ove nagrade.
U studenom 2020. objavljeno je da je Bakalova potpisala ugovor s Agencijom za kreativne umjetnike. 